# Metraeopsis
Metraeopsis és un gènere monotípic d'arnes de la família Crambidae descrit per Paul Dognin el 1905. Conté només una espècie, Metraeopsis cuneatalis, descrita en el mateix article, que es troba a la província de Loja (Equador).